# Christopher Koskei
Christopher Koskei (ibland Kosgei), född 14 augusti 1974 är en kenyansk före detta friidrottare som tävlade i hinderlöpning. 
Christopher Koskei blev känd när han under friidrotts-VM i Göteborg 1995 vann silvermedaljen på 3 000 meter hinder och sprang barfota. Han blev världsmästare på samma distans 1999 i Sevilla.

## Personligt rekord
- 3 000 meter hinder - 8.05,43